# Jean-Pierre Morat
Pour les articles homonymes, voir Morat (homonymie).

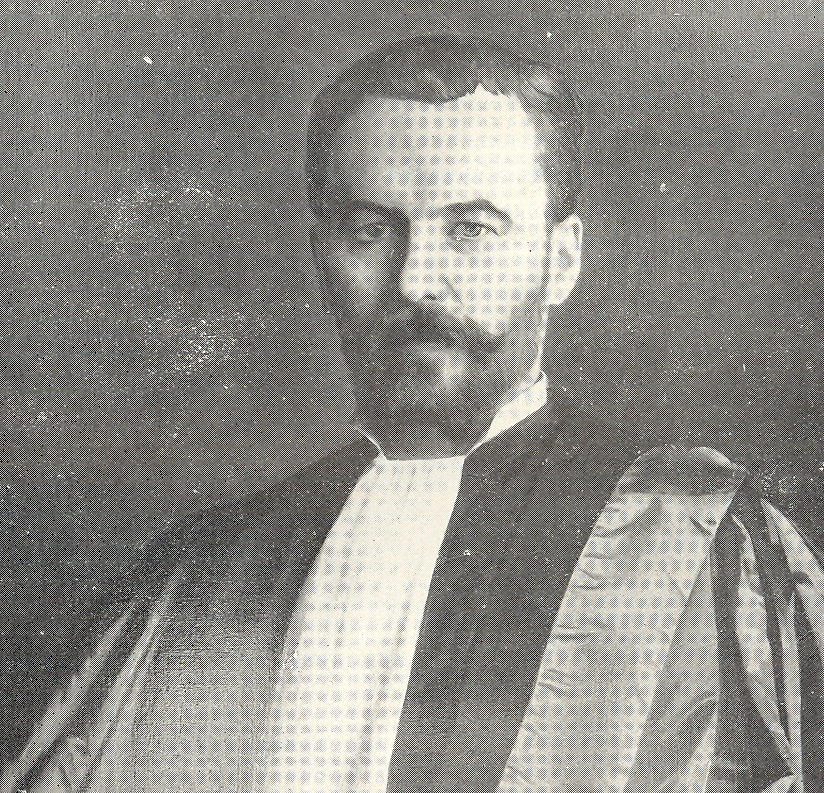
Professeur Jean Pierre Morat

Jean-Pierre Morat, né le 18 avril 1846 à Saint-Sorlin en Saône-et-Loire (dont le nom est devenu La Roche-Vineuse) où il meurt le 25 juillet 1920, est un médecin français, physiologiste, professeur titulaire de la chaire de physiologie à la faculté de médecine de Lyon.

## Biographie
Jean-Pierre Morat naît dans une famille de vignerons ; après des études au séminaire d’Autun, il pense pendant quelque temps à se tourner vers les lettres mais, finalement, il se décide pour la médecine et s’inscrit à l'école de médecine de Lyon.
Interne des hôpitaux entre 1868 et 1872, il s’oriente vers l’enseignement ; chef des travaux anatomiques (1873-1876), il doit aller à Paris pour soutenir sa thèse :
Contribution à l'étude de la moelle des os thèse de médecine de Paris no 370, 1873.
Il se lie rapidement à Claude Bernard — ils  étaient tous les deux bourguignons — dont il devient l’un des élèves, et resta dans son laboratoire à Paris pendant trois ans, avant d’être chargé de l’enseignement de la physiologie à la nouvelle faculté de médecine de Lille. J-P. Morat fut l’un des disciples de la première génération (Claude Bernard avait alors 58 ans) : il évoquait fréquemment les années passées à son contact et, disait-il, son seul désir était de transmettre les idées et les principes directeurs du grand homme.
Il est nommé, en 1882, professeur de physiologie à la faculté de médecine de Lyon, poste qu’il occupa jusqu’à sa retraite en 1916.
Il consacre sa vie à enseigner sa spécialité et il ne quitte pour ainsi dire jamais son laboratoire.
Il préparait ses cours avec beaucoup d’attention mais, à l’amphithéâtre, son élocution devenait difficile et il y avait un contraste saisissant entre la parole, d’un maniement pénible et la clarté de son esprit : ses cours étaient souvent désertés tant ses sujets étaient parfois hermétiques et il en fut souvent affecté.
Admis à la Société de biologie en 1883, il est élu, en 1904, correspondant de l’Académie de médecine puis, en 1916, correspondant de l’Académie des sciences.
Il s’intéresse aux œuvres lyonnaises et il est membre de l’Académie des sciences et belles lettres de Lyon où il prononça un éloge de son maître, Claude Bernard.
Il est élevé au grade de chevalier de la Légion d’honneur en 1918.
Morat a pris sa retraite à Saint-Sorlin où il meurt en juillet 1920.

## Œuvre
C’est dans le laboratoire de Claude Bernard qu’il rencontre Henry Toussaint avec qui il se lie d’amitié :
avec ce jeune vétérinaire, il fait de nombreuses recherches sur Les variations de l’état électrique des muscles ;
cette collaboration prend fin prématurément avec le décès, à 44 ans, de H. Toussaint.
C’est également grâce à Claude Bernard qu’il fait la connaissance d’Albert Dastre, agrégé des sciences physiques en 1867 et professeur de physiologie, avant de se voir confier la chaire de physiologie à la Sorbonne en 1886 ; ils publient ensemble de très nombreux travaux, en particulier sur le système nerveux sympathique dont ils démontrèrent le rôle dans la vasodilatation. Ils ont laissé leurs noms à la Loi de Dastre-Morat qui postule que « la vasoconstriction des vaisseaux capillaires de la surface du corps est généralement accompagnée de la vasodilatation des vaisseaux internes, en particulier des viscères et vice-versa. »
Il s'intéresse également à la chirurgie qui ne reposait, à l’époque, que sur des notions anatomiques grâce aux travaux de Xavier Bichat, Guillaume Dupuytren, Marie Philibert Constant Sappey et bien d’autres ; il fut l'un des premiers à parler de chirurgie physiologique dont René Leriche, qui suivit ses cours, fut le défenseur.
Il innove dans le domaine tout nouveau de l'anesthésie : il préconise l’injection préalable de morphine en démontrant son rôle analgésique et d'atropine qui empêcherait l’excitation cardiaque.
Si l’œuvre scientifique de Morat est importante, il eut peu d’élèves; seul, Maurice Doyon (1869-1934), devint un physiologiste exclusif. Professeur agrégé, il collabora au Traité de physiologie en six volumes que Morat publia chez Masson, en 1904, avant de succéder à son maître à la chaire de physiologie.
Morat connaît un oubli injustifié, mais la physiologie, telle qu’elle est enseignée de nos jours, lui doit beaucoup.

## Hommage

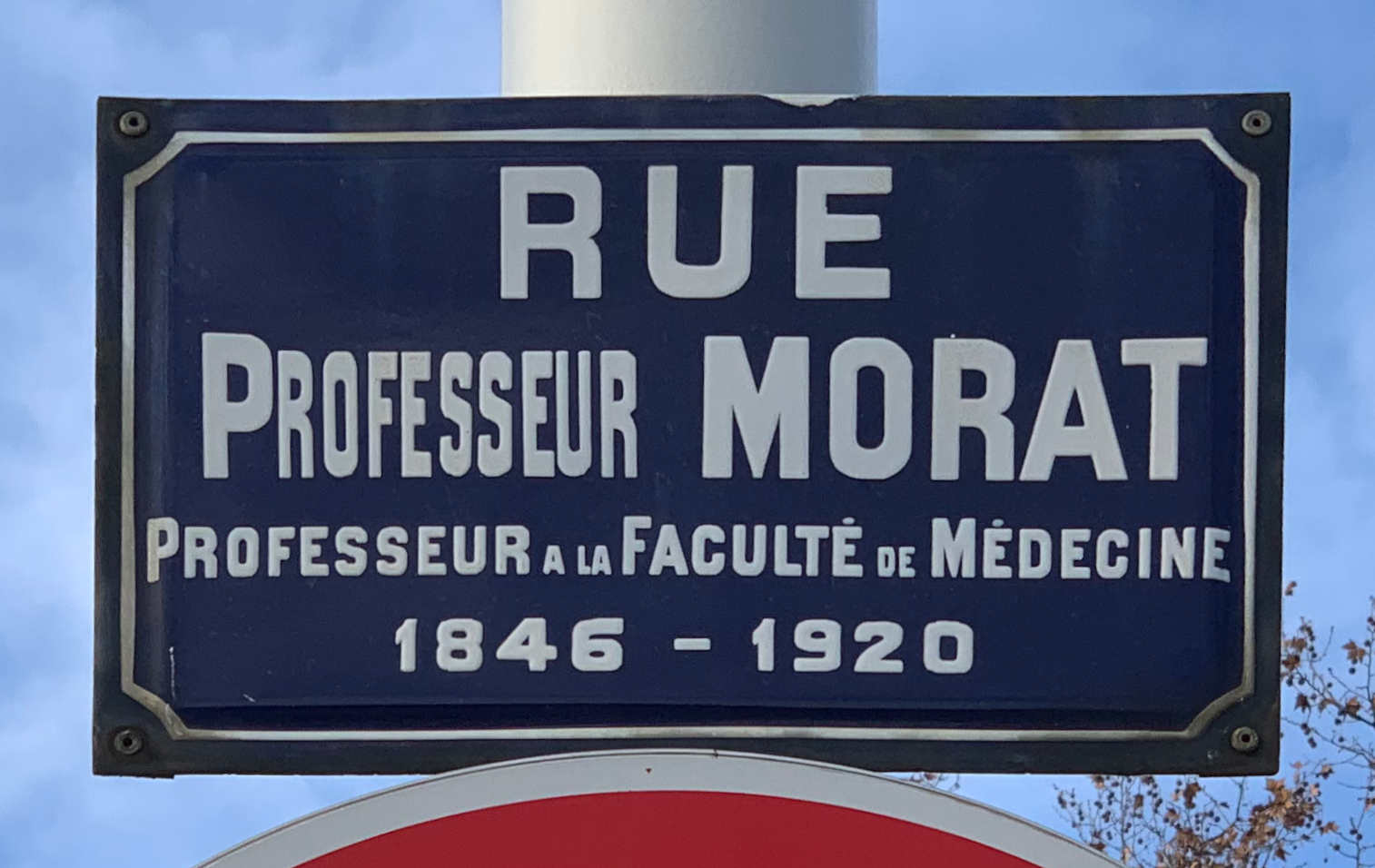
Rue Professeur Morat (Lyon) - panneau

La rue Professeur-Morat, dans le 8e arrondissement de Lyon lui est dédiée depuis 1938.